# Sustav prisutnosti na daljinu
Sustav prisutnosti na daljinu (eng. tele-presence system) sustav za videokonferencije i suradnju s pomoću video tehnologije visoke definicije što obuhvaća korisničko sučelje, videokameru visoke definicije, ozvučenje te procesorski kapacitet za kodiranje i dekodiranje video i audio informacija.